# Leslie Cliff
Leslie Howard Talbot Cliff (Naas, Irlanda, 5 de junho de 1908 – data e local de morte desconhecida) foi um patinador artístico britânico. Ela conquistou com Violet Cliff duas medalhas de bronze em campeonatos mundiais e uma medalha de prata em campeonatos europeus. Violet e Leslie Cliff disputaram os Jogos Olímpicos de Inverno de 1936 representando a Grã-Bretanha, terminando na 7.ª posição.

## Principais resultados

### Com Violet Cliff
| Jogos Olímpicos                                       |     |     | 7.º               |                   |     |     |  |  |  |  |  |  |  |  |  |
| Campeonato Mundial                                    |     |     | Medalha de bronze | Medalha de bronze | 4.º | 5.º |  |  |  |  |  |  |  |  |  |
| Campeonato Europeu                                    | 4.º | 7.º | Medalha de prata  | 4.º               |     |     |  |  |  |  |  |  |  |  |  |
|                                                       |     |     |                   |                   |     |     |  |  |  |  |  |  |  |  |  |
| Legenda: Competição não foi disputada nesta temporada |     |     |                   |                   |     |     |  |  |  |  |  |  |  |  |  |